# Síndrome de Bohring-Opitz
La Síndrome de Bohring-Opitz (BOS) és un trastorn genètic causat per mutaciós en el gen ASXL1.

## Presentació
Aquesta condició es caracteritza per una aparença craniofacial específica, contractures fixes de les extremitats superiors, postura anormal, dificultats d'alimentació, discapacitat intel·lectual, talla petita en néixer i dificultat per a créixer.
Els nens amb BOS també poden tenir infeccions respiratòries recurrents, aspiració silenciosa, apnea del son, retard del desenvolupament, densitat i llargada dels cabells anormal, tumor de Wilms, anomalies cerebrals i altres problemes.

## Genètica
Genèticament, s'ha demostrat que les mutacions de novo en el gen ASXL1 representen aproximadament el 50% dels casos de la síndrome de Bohring-Opitz.
Un segon gen associat a aquesta condició és el membre 7 de la família Kelch-like (KLHL7).

## Diagnòstic
Com que algunes d'aquestes característiques es comparteixen amb altres síndromes genètiques, el diagnòstic es fa mitjançant proves genètiques.

## Epidemiologia
La síndrome és extremadament rara, amb menys de 80 casos reportats a tot el món.